# Goulémion
Goulémion är en ort i Grekland.   Den ligger i prefekturen Fthiotis och regionen Grekiska fastlandet, i den centrala delen av landet, 110 km nordväst om huvudstaden Aten. Goulémion ligger 508 meter över havet och antalet invånare är 131.
Terrängen runt Goulémion är huvudsakligen kuperad. Goulémion ligger uppe på en höjd. Runt Goulémion är det ganska glesbefolkat, med 32 invånare per kvadratkilometer. Närmaste större samhälle är Atalánti, 8,5 km sydost om Goulémion. Trakten runt Goulémion består till största delen av jordbruksmark.